# Lista de presidentes da Câmara Municipal de Agrestina
Esta é a lista de Presidentes da Câmara Municipal de Agrestina:

| Nº | Presidente                       | Imagem | Partido | Composição da Mesa Diretora | Início do mandato                | Fim do mandato                   | Observações |
| -- | -------------------------------- | ------ | ------- | --- | -------------------------------- | -------------------------------- | --- |
| 1  | Delmiro Thomaz de Azevedo        |        |         | | 15.11.1928                       | 10.10.1930                       | Em data de 10 de outubro de 1930, os conselheiros renunciaram seus cargos e poucos dias depois, em data de 18 de outubro de 1930, o interventor Federal no Estado, Carlos de Lima Cavalcanti, nome ligado a velha oligarquia açucareira estadual, através do Ato nº 78, de 18 de outubro e 1930, dissolvia todos os conselhos municipais do Estado de Pernambuco. |
| 2  | Elias Libânio Silva Ribeiro      |        | PDS     | | 15.08.1936                       | 15.11.1937                       | Com a promulgação da Constituição de 1934, todas as Câmaras Municipais foram reestabelecidas, porém em 1937, durante o governo de Getúlio Vargas, mais uma vez as portas foram baixadas, em razão da implantação do Estado Novo. |
| 3  | José Alves da Silva              |        | UDN     | | 14.11.1947                       | 1950                             | Nove anos depois, com a redemocratização do país e a promulgação da Constituição de 1946, mais uma vez a autonomia municipal foi reconquistada. Com suas prerrogativas asseguradas novamente, a Câmara Municipal de Agrestina reiniciou os trabalhos com os vereadores eleitos para o período de 1947 a 1950.                                                     |
| 4  | Benildes de Sousa Ribeiro        |        | UDN     | | 1951                             | 1954                             | |
| 5  | Sebastião Grande da Silva        |        | UDN     | | 1955                             | 1958                             | |
| 6  | Sotero Alves da Silva            |        | UDN     | | 1959                             | 1959                             | |
| 7  | Benito de Sousa Ribeiro          |        | UDN     | | 1960                             | 1963                             | |
| 8  | José Barbosa Veras               |        | UDN     | | 1964                             | 1965                             | |
| 9  | Sotero Alves da Silva            |        | ARENA-1 | | 1966                             | 1968                             | |
| 10 | Benito de Sousa Ribeiro          |        | ARENA-1 | 1º Secretário: 2º Secretário: | 1969                             | 1972                             | |
| 11 | José Barbosa Veras               |        | ARENA-1 | 1º Secretário: 2º Secretário: | 1973                             | 1974                             | |
| 12 | Albertina Adelina de Vasconcelos |        | ARENA-1 | 1º Secretário: 2º Secretário: | 1975                             | 1976                             | |
| 13 | Antônio Gomes de Lira            |        | ARENA-1 | 1º Secretária: Albertina Adelina de Vasconcelos 2º Secretário: Antônio Alves dos Santos | 1977                             | 1978                             | |
| 14 | Euclides Antônio da Silva        |        | ARENA-1 | 1º Secretário: 2º Secretário: | 1979                             | 1980                             | |
| 15 | Sotero Alves da Silva            |        | ARENA-1 | | 1981                             | 1982                             | |
| 16 | Albertina Adelina de Vasconcelos |        | ARENA-1 | 1º Secretário: Heleno Rodrigues da Silva 2º Secretário: Euclides Antônio da Silva | 1983                             | 1984                             | |
| 17 | Euclides Antônio da Silva        |        | PDS     | | 1985                             | 1986                             | |
| 18 | Antônio Gomes de Lira            |        | PDS     | | 1987                             | 1988                             | |
| 19 | José Givaldo Leite               |        | PFL     | 1º Secretário: Josué Mendes da Silva 2º Secretário: Gedeão Batista de Oliveira | 1989                             | 1990                             | |
| 20 | Marcus Túlio Cavalcanti Tenório  |        | PDT     | Vice-Presidente: 1º Secretário: 2º Secretário: | 1991                             | 1992                             | Mesa Diretora Eleita |
| 21 | José Edivaldo da Silva           |        | PRN     | Vice-Presidente: Josué Mendes da Silva 1º Secretário: Gedeão Batista de Oliveira 2º Secretário: José Manuel da Silva                                                                                          | 1993                             | 1994                             | Mesa Diretora Eleita |
| 22 | Paulo Fernando da Silva Lira     |        | PMDB    | Vice-Presidente: 1º Secretário: 2º Secretário: | 1995                             | 1996                             | Mesa Diretora Eleita |
| 23 | José Edivaldo da Silva           |        | PSB     | Vice-Presidente: Márcio José Avelar Pimentel 1º Secretário: Severino José Romão 2º Secretário: Manoel Ferreira do Nascimento                                                                                  | 1997                             | 1998                             | Mesa Diretora Eleita |
| 24 | Márcio José Avelar Pimentel      |        | PSB     | Vice-Presidente: 1º Secretário: 2º Secretário: | 1999                             | 2000                             | Mesa Diretora Eleita |
| 25 | José Pedro da Silva              |        | PFL     | Vice-Presidente: Heleno Rodrigues da Silva 1º Secretário: João Alves da Silva Neto 2º Secretário: Márcio José Avelar Pimentel                                                                                 | 01.01.2001                       | 31.12.2002                       | Mesa Diretora Eleita |
| 26 | Heleno Rodrigues da Silva        |        | PSL     | Vice-Presidente: 1º Secretário: 2º Secretário: | 01.01.2003                       | 31.12.2004                       | Mesa Diretora Eleita |
| 27 | Heleno Rodrigues da Silva        |        | PMDB    | Vice-Presidente: Sheila Maria Dionízio Marinho 1º Secretário: Marcos Antônio de Oliveira Silva 2º Secretário: Sinval Feliciano Monteiro                                                                       | 01.01.2005                       | 31.12.2006                       | Mesa Diretora Eleita |
| 28 | José Pedro da Silva              |        | PFL     | Vice-Presidente: 1º Secretário: 2º Secretário: | 01.01.2007                       | 31.12.2008                       | Mesa Diretora Eleita |
| 29 | Severino José Romão              |        | PSB     | Vice-Presidente: José Ivan Véras 1º Secretário: José Pedro da Silva 2º Secretário: Marciano Lopes dos Santos Neto                                                                                             | 01.01.2009                       | 31.12.2010                       | Mesa Diretora Eleita |
| 30 | Paulo Fernando de Lima           |        | PDT     | Vice-Presidente: 1º Secretário: 2º Secretário: | 01.01.2011                       | 31.12.2012                       | Mesa Diretora Eleita |
| 31 | José Pedro da Silva              |        | PTB     | Vice-Presidente: Marcos Antônio de Oliveira Silva 1º Secretário: Adilson Tavares das Neves 2º Secretário: João Alves da Silva Neto                                                                            | 01.01.2013                       | 31.12.2014                       | Mesa Diretora Eleita |
| 32 | Paulo Fernando de Lima           |        | PDT     | Vice-Presidente: 1º Secretário: 2º Secretário: | 01.01.2015                       | 31.12.2016                       | Mesa Diretora Eleita |
| 33 | Adilson Tavares das Neves        |        | PP      | Vice-Presidente: Sonaldo Serafim da Silva 1º Secretário: Paulo Fernando de Lima 2º Secretário: Marcos Antônio de Oliveira Silva                                                                               | 01.01.2017                       | 31.12.2018                       | Mesa Diretora Eleita |
| 34 | Adilson Tavares das Neves        |        | MDB     | Vice-Presidente: Marcos Antônio de Oliveira Silva 1º Secretário: Paulo Fernando de Lima 2º Secretário: Severino José Romão* (até 01.04.2020) 2º Secretário: Genivaldo Luiz da Silva* (a partir de 01.04.2020) | 01.01.2019 10.07.2020            | 24.06.2020 17.09.2020            | Em virtude do afastamento do Prefeito e do Vice-Prefeito, assumiu interinamente a Prefeitura em 18/09/2020. Posteriormente, com a cassação do Prefeito e do Vice-Prefeito (Processo nº0000140-31.2016.6.17.2020), foi eleito indiretamente pela Câmara de Vereadores como Prefeito, tendo assumido o Poder Executivo em 15/10/2020.                               |
| 35 | Marcos Antônio de Oliveira Silva |        | PSB     | 1º Secretário: Paulo Fernando de Lima 2º Secretário: Genivaldo Luiz da Silva | 25.06.2020 18.09.2020 15.10.2020 | 09.07.2020 14.10.2020 31.12.2020 | Vice-Presidente, assumiu a Presidência da Câmara, em virtude da assunção do Presidente titular ao cargo de Prefeito do município. |
| 36 | José Givaldo Leite               |        | MDB     | Vice-Presidente: José Pedro da Silva Filho 1º Secretário: José Genivaldo da Silva 2º Secretário: Edson Pedro da Silva                                                                                         | 01.01.2021                       | Atual                            | Mesa Diretora Eleita |